# Вилхелм Хауф
Вилхелм Хауф (Штутгарт, 29. новембар 1802 — Штутгарт, 18. новембар 1827) је био немачки писац.

## Детињство и младост
Хауф је рођен у Штутгарту, као син Аугуста Фредерика Хауфа, секретара у министарству спољних послова, и Хедвиг Вилхелмине Елзасер Хауф. Био је друго од четворо деце.
Млади Хауф изгубио је оца када је имао седам година и своје прво, рано образовање стиче у библиотеци свога деде у Тибингену, где се његова мајка преселила после мужевљеве смрти. Године 1818. шаљу га у манастирску школу у Блаубојрену, а 1820. године почиње да студира у Универзитету у Тибингену. За четири године завршава студије филозофије и теологије у Тубингер Стифту.

## Књижевни рад
Након што је напустио универзитет, Хауф постаје учитељ деци чувеног Винтербершког минстра рата, генерала барона Ернеста Еугена фон Хугела (1774-1849) и за њих пише дело „Бајка“, које је објавио у својој Бајка алманах за годину 1826. Неке од ових прича су и данас веома популарне у земљама немачког говорног подручја, као на пример Der kleine Muck (Мали Мук), Kalif Storch (Калиф рода) и Die Geschichte von dem Gespensterschiff (Прича о броду духова) – које су све биле смештене на оријенту (исток); али и Der Zwerg Nase (Патуљасти нос), Das kalte Herz (Хладно срце) и Das Wirtshaus im Spessart (Хостел у Спесарту), смештене у Немачкој.
Такође написао је први део Mitteilungen aus den Memoiren des Satan (1826; Мемоари Белзебубе) и Der Mann im Mond (1825; Човек у месецу). Друго, пародија сентименталних и осећајних новела Хајнриха Клаурена (псеудоним Карла Хеуна, 1771–1854), постао је у току састава, блиска имитација стила коју аутор заправо и објављује под његовим именом. Као резултат, Клаурен подноси и добија тужбу за накнаду штете против Хауфа, након чега Хауф прати напад у својој духовитој и саркастичној Kontroverspredigt über H. Clauren und den Mann im Mond (1826) и постиже свој оригинални циљ: морално уништење претерано осетљиве и нездраве литературе са којом је Клаурен преплавио земљу.
У међувремену, инспирисан романима Волтера Скота, Хауф пише историјску романсу о Лихтенштајну: Romantische Sage aus der wuerttembergischen Geschichte (1826; Lichtenstein: Романтична сага из историје Виртемберга), која је постала веома популарна у Немачкој, а посебно у Швабији, где је сматрана као најинтересантнији део историје те земље, владавине кнеза Улриха (1487—1550). Овај роман је био инспирација за наследника кнеза Улриха, кнеза Вилхелма, да реновира дворац, који је пао у заборав, у складу са Хауфовим описом.
Док је путовао по Француској, Холандији и северној Немачкој написао је други део Мемоара сатане и неке кратке приче, међу њима Die Bettlerin vom Pont des Arts (1826; Просјаку до Понт де Артса) и његово ремек дело, новелу Phantasien im Bremer Ratskeller (1827; Вино-духови Бремена). Такође је објавио кратке поеме, које су прешле у народне песме, међу њима Morgenrot, Morgenrot, leuchtest mir zum frühen Tod? (Светлости у зору, ти си мој светлосни пут до ране смрти) и Steh ich in finstrer Mitternacht (Ја стојим у најмрачнијој поноћи). Новела Jud Süß објављена је 1827. године.
У јануару 1827. године, Хауф преузима место уредника штутгартског јутарњег листа и у наредним месецима жени свога рођака Луиса Хауфа али његова срећа је прекинута његовом прераном смрћу због грознице, 18. новембра 1827. године.